# القواسم (لعطاطرة)
القواسم هي إحدى مشيخات المملكة المغربية، تتبع جغرافيا لإقليم سيدي بنور وإداريًا للعطاطرة. يقدر عدد سكانها بـ 3114 نسمة حسب الإحصاء الرسمي للسكان والسكنى لسنة 2004.